# Piliocolobus tholloni
Piliocolobus tholloni är en primat i släktet röda guerezor som förekommer i Kongo-Kinshasa. Populationen listades fram till 2001 antingen som underart till Piliocolobus pennantii eller till Piliocolobus rufomitratus. Artepitetet i det vetenskapliga namnet hedrar den franska djursamlaren François-Romain Thollon.
Arten är en av de större medlemmar i släktet. Den har på ovansidan en rödbrun päls som påminner om rödrävens päls. På undersidan förekommer ljusbrun päls. Typisk är en nästan fyrkantig nos där underkäken skjuter fram. Masken kring den nakna nosen och de nakna ögonringarna är svart.
Utbredningsområdet ligger i centrala Kongo-Kinshasa och på västra sidan fram till Kongofloden. Exemplaren lever i fuktiga och torra skogar samt i träskmarker. Arten undviker områden som under längre tider översvämmas.
En undersökt flock med 60 medlemmar hade ett cirka 250 hektar stort revir. Födan utgörs av blad, frön, mogna frukter och blommor. Födan kommer främst från familjen ärtväxter. Piliocolobus tholloni kan även bilda blandade flockar med nära släktingar.
Beståndet hotas av intensiv jakt för köttets skull. Arten påverkas även av landskapsförändringar. Enligt uppskattningar minskade hela populationen med lite över 30 procent mellan åren 2000 och 2017. IUCN listar Piliocolobus tholloni som sårbar (VU).